# Relations entre l'Égypte et l'Ukraine

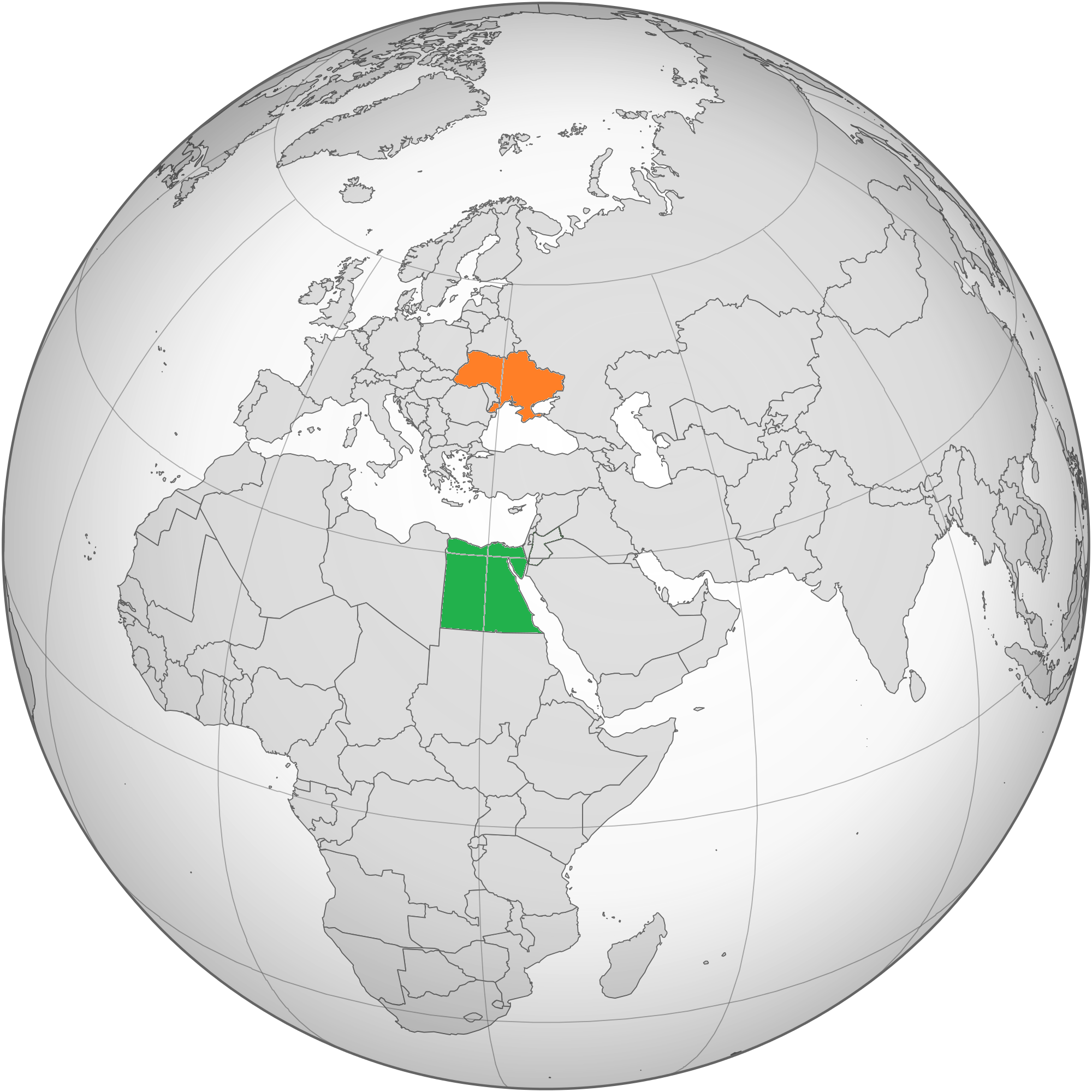
Localisation de l'Égypte et de l'Ukraine

Les relations Égypte-Ukraine font référence aux relations bilatérales entre l'Égypte et l'Ukraine. Les deux pays ont établi des relations extérieures en 1992. Depuis 1993, l’Égypte a une ambassade à Kiyv et l'Ukraine a une ambassade au Caire et un consulat honoraire à Alexandrie.
En 2021, l’Égypte importe 30 % de ses besoins en blé de l’Ukraine.

## Agression russe de l'Ukraine en 2022
En février 2022, lors de l’invasion russe de l'Ukraine, l'Égypte adopte une position neutre entre ses deux grands partenaires commerciaux, mais appelle à arrêter toute opération militaire et à passer par les voies diplomatiques pour résoudre la crise.
Selon le Washington Post, l'Égypte prévoyait la production de 40 000 roquettes au profit de la Russie dont les stocks sont mis à mal par l'invasion de l'Ukraine. Après que ce scandale soit révélé, l'Égypte a finalement décidé de produire de munition d'artillerie pour les États-Unis pour les transférer vers l'Ukraine.

## Sources et références
1. 1 2  Ahmed Eleiba, « L’Égypte tente le non-alignement », sur archive.wikiwix.com (consulté le 18 juillet 2023)
2. ↑  (en) « Egypt denies leak about supplying Russia with 40,000 rockets », sur www.aljazeera.com (consulté le 18 juillet 2023)
3. ↑  (en) « Egypt agreed to supply arms to Ukraine after US talks: Report », sur www.aljazeera.com (consulté le 18 juillet 2023)